# Chang Shuhong
Chang Shuhong (chinesisch 常書鴻 / 常书鸿, Pinyin Cháng Shūhǒng, * 6. April 1904 in Hangzhou, Geburtsdatum laut Personalunterlage des Institut franco-chinois in Lyon: 21. März 1905; † 1994) war ein chinesischer Maler und Kunsthistoriker. Er studierte und malte in den 1930er Jahren in Frankreich. 1936 kehrte er nach China zurück und widmete sich bis zum Ende seines Lebens der Erhaltung der historischen Schätze in Dunhuang.

## Biographisches
Chang Shuhong stammt aus einer Mandschufamilie. 1923 erhielt er sein Diplom in Färben und Weben von der Industrieschule der Provinz Zhejiang in Hangzhou, heute Polytechnische Universität Zhejiang. 1928 ging er auf eigene Kosten nach Lyon, wo er sich im November als „Mitglied im Französisch-chinesischen Institut“ eingeschrieben hat. Er studierte an der École municipale de tissage de Lyon und an der École des beaux-arts de Lyon. Nach drei Jahren konzentrierte er sich ausschließlich auf das Studium der Ölmalerei. Nach 13 Jahren verließ er Lyon und ging 1932 nach Paris an die École des Beaux Arts, wo er zahlreiche Porträts und Stillleben malte. 
Während seines Aufenthalts in Frankreich nahm er an zahlreichen Kunstausstellungen teil und wurde des Öfteren mit dem ersten Preis ausgezeichnet. Er war einer der ersten chinesischen Künstler, von dem Werke in Frankreich staatlich angekauft und in den Nationalmuseen in Lyon und Paris ausgestellt wurden. 1936 kehrte er nach China zurück, wo er mehrere administrative und ausbildende Posten übernahm – unter anderem arbeitete er 1937 als Lehrer an der National Art School – und weiterhin seine Arbeiten ausstellte (Kunming 1940). 
In Paris hatte er Paul Pelliots Les Grottos de Touen-houang gelesen, und sich entschlossen, auf eine Karriere als Maler zu verzichten, um sich der Rettung des kulturellen Erbes von Dunhuang zu widmen.
1942 übernahm er die Leitung des Dunhuang Relics Research Institute. 1943 verlegte er seinen Wohnsitz zusammen mit seiner Familie nach Dunhuang. Dort arbeitete er unter widrigsten Bedingungen gemeinsam mit Mitarbeitern an der Erhaltung der Mogao-Grotten. 
Die 1941 mit Chen Zhixiu gegründete Ehe wurde 1945 geschieden. Chang heiratete später Li Chengxian, die ihn bis zum Ende seines Lebens bei der Arbeit in Dunhuang begleitete. Li Chengxian führte die Arbeit in den Mogao-Grotten nach dem Tode Chang Shuhongs bis zu ihrem Tode, 2003 an Krebs, weiter. Aus erster Ehe gingen die Tochter Chang Shana (1931) und der Sohn Chang Jialing (1941) hervor. In zweiter Ehe hatte Chang zwei Kinder: Jiahuang (1950) und Jiagao (1953).

## Dunhuang Relics Research Institute
Zwei Jahre nach seiner Gründung im Jahr 1942 wurde das Dunhuang Relics Research Institute von der Guomindang Regierung geschlossen. Während der Kulturrevolution wurde das wiedergegründete Dunhuang Relics Research Institute trotz der Unterstützung durch Zhou Enlai angegriffen. Chang und seine Familie wurden aus ihrer Wohnung vertrieben und gezwungen, in einem Schweinestall zu leben. Aufgrund der Arbeit von Chang Shuhong und seiner Mitarbeiter sind die Höhlen von Mogao heute zugänglich und gehören zum Welterbe der UNESCO.

## Galerie Chang Shuhong
1999 übergab seine Familie 40 Gemälde Changs dem Provinzmuseum Zhejiang. Diese werden als ständige Ausstellung in der  Galerie Chang Shuhong präsentiert.